# 赫苏斯·加利亚多
赫苏斯·加利亚多（西班牙語：Jesús Gallardo，1994年8月15日—），墨西哥男子足球运动员，司职中场。他曾代表墨西哥参加2018年和2022年国际足联世界杯，其中2018年世界杯止步十六强，2022年世界杯止步小组赛阶段。